# Dzaamar
Dzaamar (mongoliska: Заамар Сум, Заамар, Dzaamar Sum) är ett distrikt i Mongoliet.   Det ligger i provinsen Töv, i den centrala delen av landet, 160 km väster om huvudstaden Ulaanbaatar.